# Disordini di Crown Heights
I disordini di Crown Heights stanno ad indicare una sommossa avvenuta nei giorni dal 19 al 21 agosto 1991 negli Stati Uniti. I disordini si svilupparono nella zona di Brooklyn (New York City) chiamata Crown Heights.

## Eventi
Crown Heights era una comunità in prevalenza afroamericana e caraibica, con tuttavia una larga minoranza di ebrei. I disordini iniziarono il 19 agosto 1991, dopo che il bambino di due immigrati guyanesi fu accidentalmente investito e ucciso da un'automobile nel corteo di Menachem Mendel Schneerson, il rebbe di Lubavitch. Durante la rivolta, un ebreo ortodosso australiano venne ucciso. La sommossa rivelò le tensioni a lungo sopite tra le comunità nere ed ebraiche di Crown Heights. Ha inoltre avuto un impatto sulle elezioni del sindaco nel 1993, e alla fine ha dato origine ad un programma di sensibilizzazione tra i leader neri ed ebrei che ha avuto molto successo ed ha contribuito a migliorare le relazioni razziali in città.

## Conseguenze
Gli ebrei non si sono spostati da Crown Heights dopo l'agosto 1991. La popolazione Lubavitch di Crown Heights è in realtà aumentata dopo la sommossa, e la zona in cui risiedono i chassidim si è espansa.

## In film e televisione
- Nello show In Living Color, 3ª serie, il primo episodio the 1991 è intitolato "Crown Heights Story".
- Lo sceneggiato TV del 2004, Crown Heights, è basato sulle conseguenze della sommossa.
- Due episodi di Law & Order, uno nella 2ª serie e l'altro nella 4ª, sono basati sui disordini.
- Anna Deavere Smith ha scritto un dramma intitolato Fires in the Mirror, che presenta 29 interviste reali con persone coinvolte nei disordini.
- Brooklyn Babylon, un film col cantante hip hop Tariq "Black Thought" Trotter e i The Roots, presenta una versione fittizia dei problemi interetnici di Crown Heights degli anni 1990, poi esplosi dopo l'incidente stradale.